# Church Glacier
Church Glacier är en glaciär i Antarktis. Den ligger i Östantarktis. Nya Zeeland gör anspråk på området. Church Glacier ligger 1 533 meter över havet.
Terrängen runt Church Glacier är kuperad. Trakten är obefolkad. Det finns inga samhällen i närheten. 